# Fotella fragosa
Fotella fragosa är en fjärilsart som beskrevs av Augustus Radcliffe Grote 1883. Fotella fragosa ingår i släktet Fotella och familjen nattflyn. Inga underarter finns listade i Catalogue of Life.